# 三峽脊粉蝨
三峽脊粉蝨（学名：Rhachisphora sanhsiaensis）为粉蝨科脊粉蝨屬下的一个种。